# András Hegedüs
András Hegedűs (Szilsárkány, 31 ottobre 1922 – Budapest, 23 ottobre 1999) è stato un politico e sociologo ungherese.
Fu primo ministro nel 1955-56. Fuggì in Unione Sovietica il 28 ottobre 1956, nel bel mezzo della rivoluzione ungherese del 1956. Fece ritorno in patria nel 1958 e decise di insegnare sociologia. Fece parte della cosiddetta scuola di Budapest, formata da allievi e studiosi che si riconoscevano nel lavoro di Lukács. Venne allontanato dall'Accademia delle Scienze ed espulso dal partito a seguito di un'inchiesta aperta sulle attività del gruppo che venne condannata come filoborghese, revisionista e impregnata di sinistrismo di marca occidentale. Morì nel 1999.